# Пляшева
Пляшева (укр. Пляшева) — село в Демидовской поселковой общине Дубенского района Ровненской области Украины.
До 2020 года входило в Радивиловский район.
Население по переписи 2001 года составляло 702 человека. Почтовый индекс — 35511. Телефонный код — 3633. Код КОАТУУ — 5625886501.
В селе расположен Национальный историко-мемориальный заповедник «Поле Берестецкой битвы», известный также как «Казацкие Могилы» — комплекс памятников, место памяти тысяч казаков и крестьян, принимавших участие в Берестецкой битве 1651 года (происходившей неподалёку от села) во время Восстания Хмельницкого.